# Monumento ai Caduti di Mentana
Il monumento ai Caduti di Mentana è un'opera scultorea realizzata da Luigi Belli (1848-1919) posta in piazza Mentana a Milano.

## Storia
Nel 1873, in opposizione all'annuncio della sottoscrizione per un monumento a Napoleone III a Milano, venne costituito un comitato per la raccolta dei fondi per la realizzazione di un monumento che ricordasse i caduti italiani della battaglia di Mentana del 1867, a cui parteciparono forze francesi in difesa del papato e contro i garibaldini.
Nel concorso indetto nel 1874 fu selezionato il bozzetto di Luigi Belli.
Dopo alcuni contrasti con l'amministrazione pubblica (favorevole al monumento a Napoleone III), nel 1876 per l'erezione del monumento venne assegnato uno spazio nell'allora piazza Santa Marta.
L'inaugurazione si svolse il 3 novembre 1880, in occasione dell'anniversario; partecipò anche Giuseppe Garibaldi.

## Descrizione
Il monumento è formato da una statua in marmo di Carrara alta 4,5 metri raffigurante l'Italia turrita con la mano destra porge una corona d'alloro e con la sinistra regge uno spadone.
La scultura è posta su un basamento di granito di Baveno alto 6 metri. Sul lato frontale è raffigurata una lupa capitolina posta sopra l'iscrizione SPQR insieme alla dedica «Ai caduti di Mentana». Sul lato sinistro è raffigurata la sconfitta di Monterotondo e il soldato ferito è un autoritratto di Luigi Belli. Sul lato destro un soldato e caduti a Mentana.
Sul retro è presente un'epigrafe dettata da Felice Cavallotti: «Duce Garibaldi / serenamente / disperati del vincere / contenti di morte feconda / pugnarono caddero. / Sulle tracce del sangue / spingendo innanzi i ritrosi / Italia / trovò la sua Roma. / Quante vittorie immortali / questa disfatta oscura. / La democrazia italiana / nel xiii anniversario / iii nov. mdccclxxx»

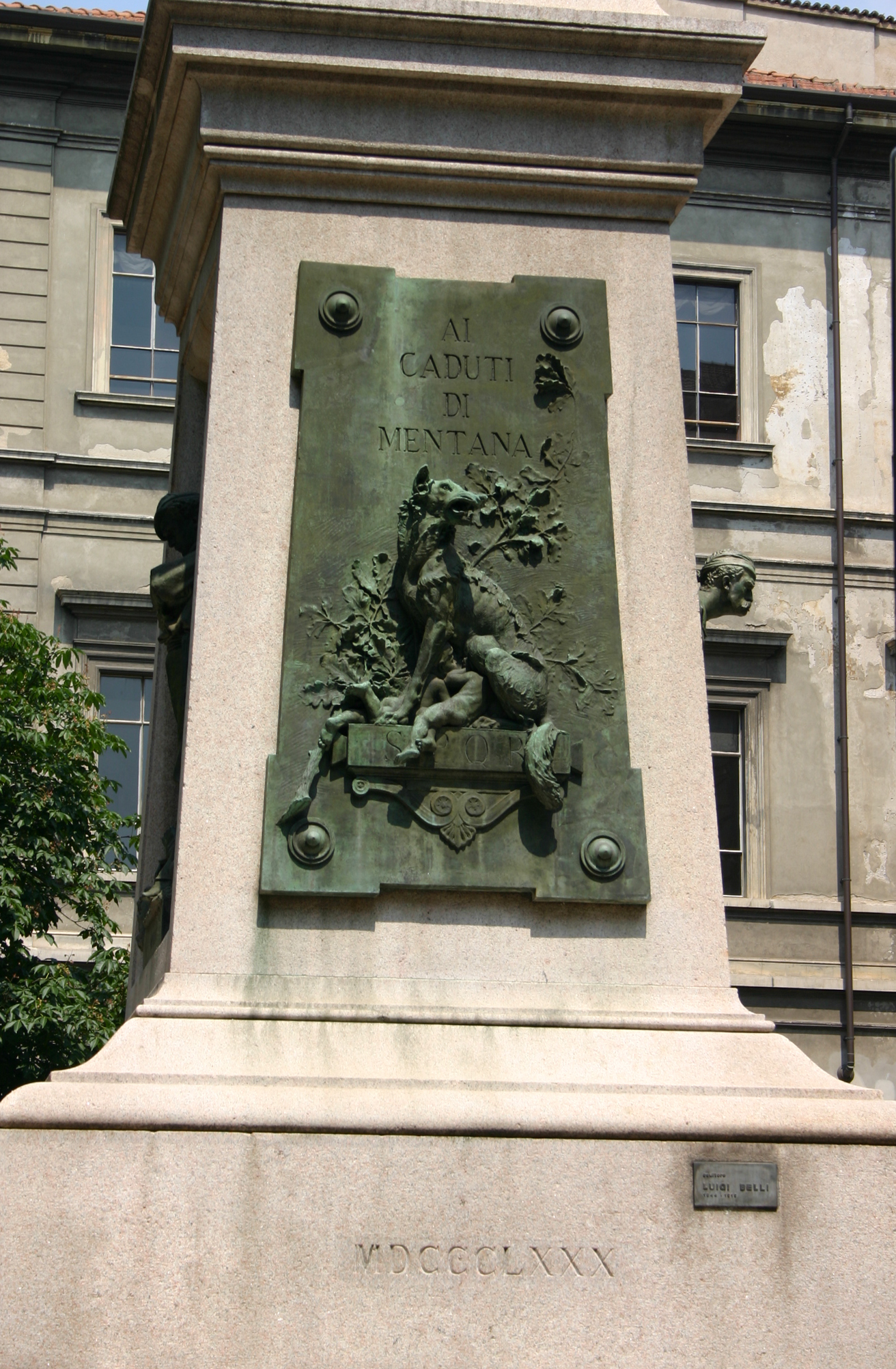
Lupa capitolina e dedica
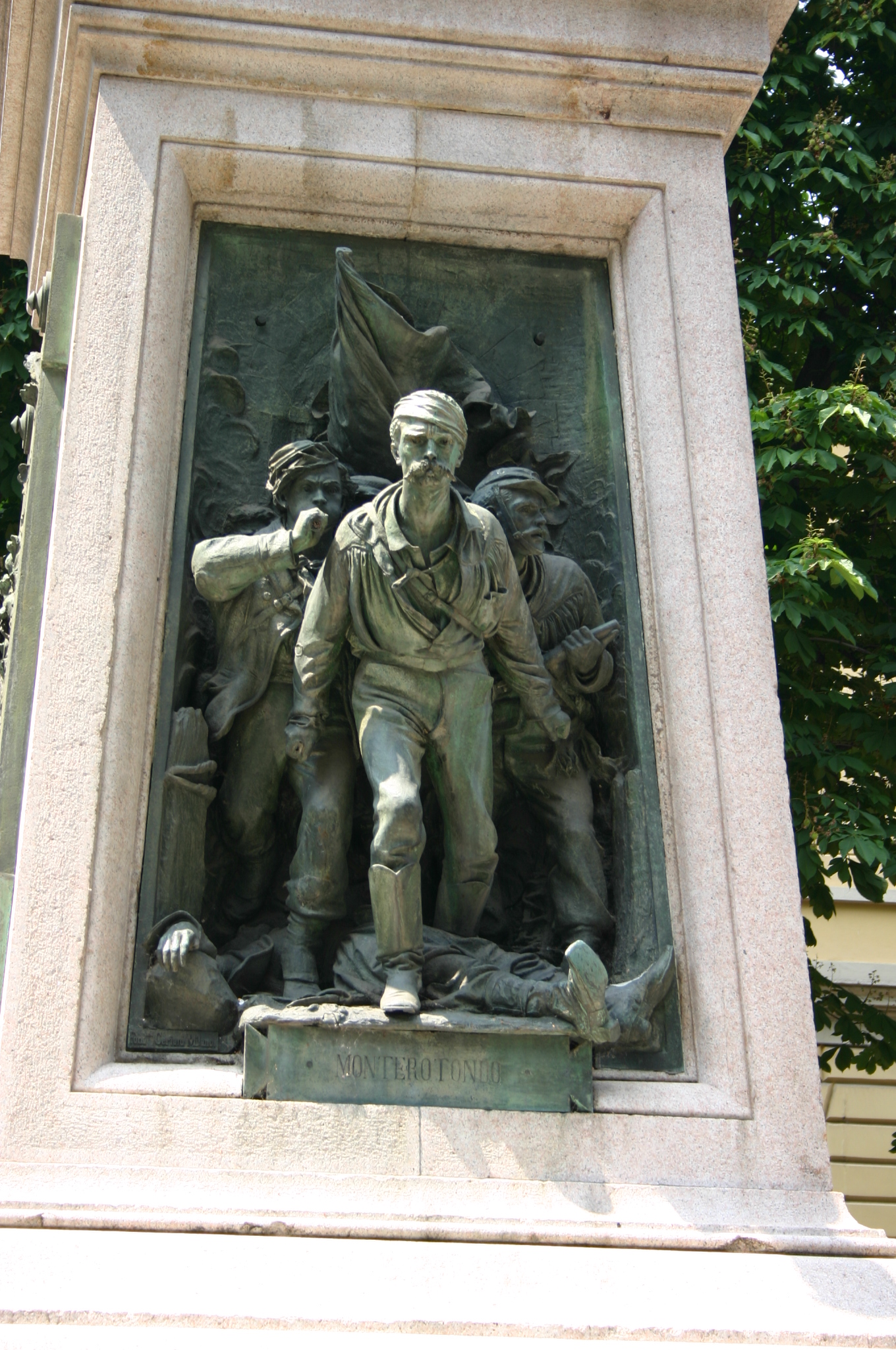
Monterotondo
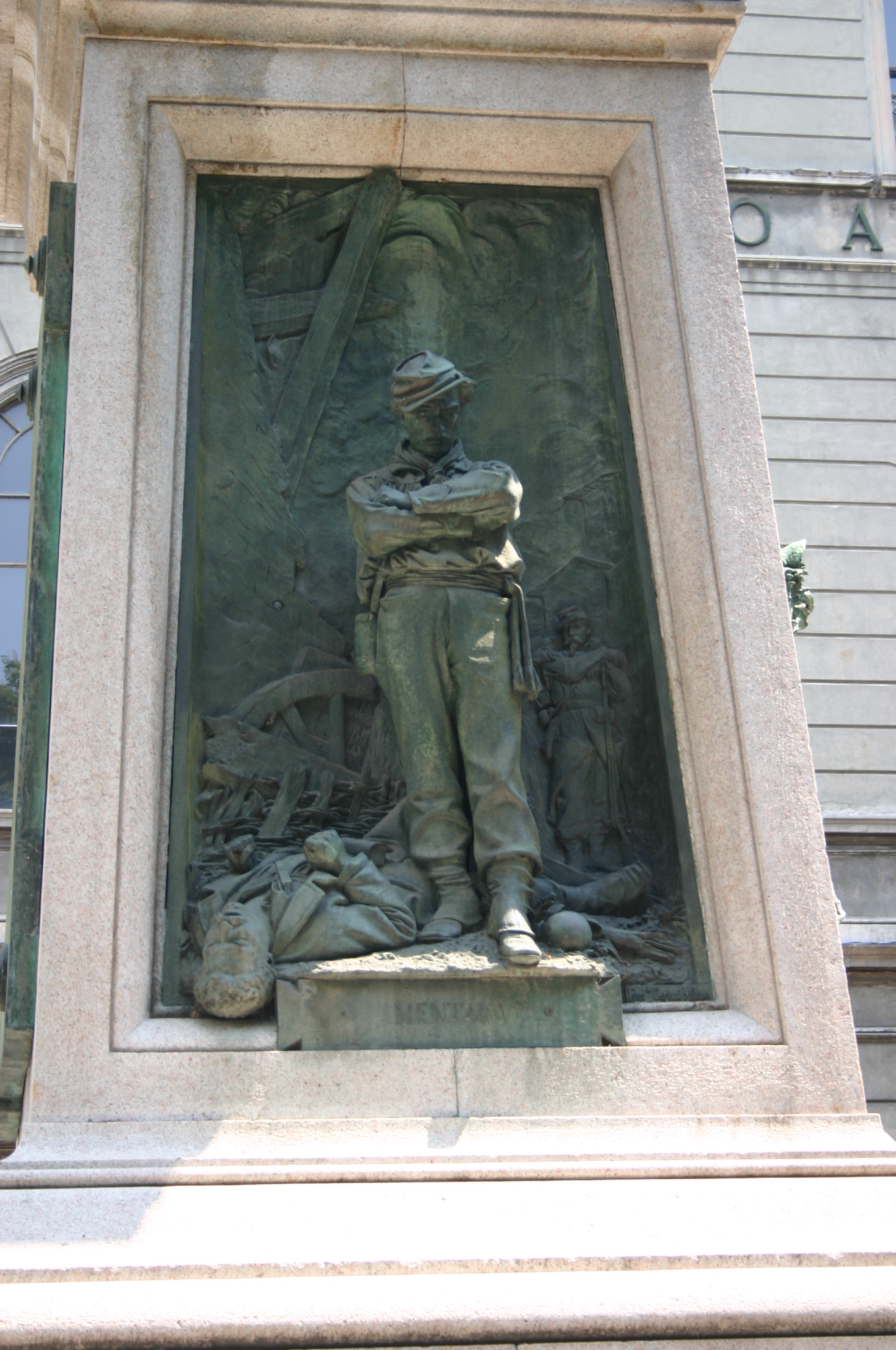
Mentana
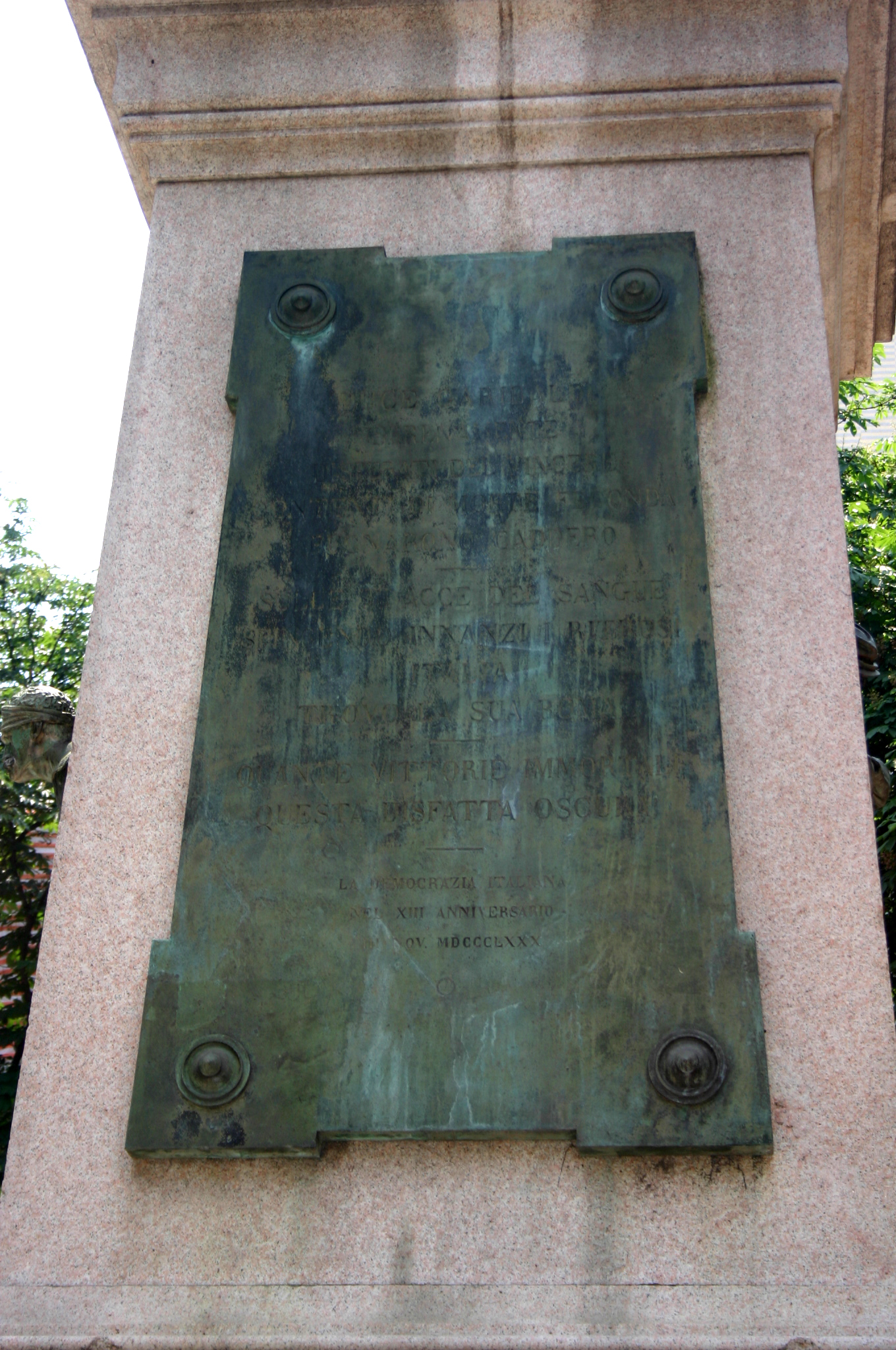
Iscrizione sul retro